# سورن هالد مولر
سورن هالد مولر هو سياسي دنماركي، ولد في 25 يناير 1960 في كوبنهاغن في الدنمارك. انتخب سفير (1 أبريل 2005 – 31 يناير 2011).